# Live in Baltimore 1968
| Recensione | Giudizio |
| ---------- | -------- |
| AllMusic   | [ 1 ]    |

Live in Baltimore 1968 è un album live a nome della Lee Morgan Clifford Jordan Quintet, pubblicato dalla Fresh Sound Records nel 1993. Il disco fu registrato dal vivo nel luglio del 1968 al Royal Arms di Baltimora, Maryland (Stati Uniti).

## Tracce
1. Introduction – 0:30
2. Straight No Chaser – 18:12 (Thelonious Monk)
3. Like Someone in Love – 14:45 (Johnny Burke, Jimmy Van Heusen)
4. Solar – 15:51 (Miles Davis)
5. The Vamp – 21:19 (Hank Mobley)
6. The Theme & Announcements – 3:15

## Musicisti
- Lee Morgan - tromba
- Clifford Jordan - sassofono tenore
- John Hicks - pianoforte
- Reggie Workman - contrabbasso
- Ed Blackwell - batteria